# James Robert Knox
James Robert Knox (Bayswater, 2 maart 1914 – Rome (Italië), 18 juli 1983) was een Australisch geestelijke en kardinaal van de Katholieke Kerk.
Knox bezocht het seminarie in New Norcia en studeerde vervolgens aan de Pauselijke Urbaniana Universiteit in Rome. Hij werd op 22 december 1941 priester gewijd. Hij werkte vervolgens als kapelaan en vice-rector van de Urbaniana. Hij trad in 1948 in dienst van het staatssecretariaat van de Heilige Stoel. Hij was staflid van het organisatiecomité van het Jubeljaar 1950. Daarnaast werkte hij bij Radio Vaticana. Van 1950 tot 1953 diende hij als secretaris op de apostolisch delegatie in Japan. 
In 1953 benoemde paus Pius XII hem tot titulair aartsbisschop van Melitene en tot apostolisch delegaat in Brits Oost-Afrika, gevestigd in Mombassa. Hij ontving zijn bisschopswijding uit handen van Celso Costantini. In 1957 verliet Knox Afrika, om internuntius te worden in India. Knox nam deel aan het Tweede Vaticaans Concilie. In 1967 werd hij door paus Paulus VI benoemd tot aartsbisschop van Melbourne. 
Tijdens het consistorie van 5 maart 1973 creëerde Paulus VI hem kardinaal. Hij kreeg de Santa Maria in Vallicella als titelkerk. In 1974 werd hij benoemd tot prefect van de Congregatie van de Sacramenten, waaraan één jaar later ook de zorg voor de Goddelijke Eredienst werd toevertrouwd. In 1980 nam Knox in die hoedanigheid deel aan de Bijzondere Synode van de Bisschoppen van Nederland. Knox nam ook deel aan zowel het eerste conclaaf als het tweede conclaaf van 1978, welke leidden tot verkiezing van respectievelijk paus Johannes Paulus I en Johannes Paulus II. In 1981 kreeg hij ontslag als prefect van de Sacramentscongregatie en werd hij benoemd tot voorzitter van de Pauselijke Raad voor het Gezin. Dit zou hij blijven tot zijn dood in 1983. Hij werd bijgezet in de kathedraal van Melbourne.

## Bron
- Bijdrage over Knox op The Cardinals of the Holy Roman Church, met foto
- Kardinaal Knox op catholic-hierarchy.org

- Australian Dictionary of Biography: knox-james-robert-12752
- Nationale Bibliotheek van Tsjechië: xx0025143
- Trove: 1465724
- Virtual International Authority File: 85457503